# Primula eburnea
Primula eburnea är en viveväxtart som beskrevs av Isaac Bayley Balfour och R.E. Cooper. Primula eburnea ingår i släktet vivor, och familjen viveväxter. Inga underarter finns listade i Catalogue of Life.